# 京都府中学校一覧
| 総数                                       | 194校            |
| 国立                                       | 2校              |
| 公立                                       | 168校            |
| 私立                                       | 24校             |
| 教育委員会所在地                           | 〒602-8570       |
| 京都府京都市上京区下立売通新町西入藪ノ内町 |                  |
| 公式サイト                                 | 京都府教育委員会 |

京都府中学校一覧（きょうとふちゅうがっこういちらん）は、京都府の中学校、中等教育学校（前期課程）および義務教育学校（後期課程）の一覧。

## 国立中学校
- 京都教育大学附属京都小中学校
- 京都教育大学附属桃山中学校

## 公立中学校

### 京都市

#### 北区
- 京都市立旭丘中学校
- 京都市立衣笠中学校
- 京都市立加茂川中学校
- 京都市立西賀茂中学校

#### 上京区
- 京都市立烏丸中学校
- 京都市立上京中学校
- 京都市立嘉楽中学校
- 京都市立二条中学校

#### 中京区
- 京都市立北野中学校
- 京都市立朱雀中学校
- 京都市立京都御池中学校
- 京都市立中京中学校
- 京都市立松原中学校
- 京都市立西ノ京中学校
- 京都市立西京高等学校附属中学校
- 京都市立洛風中学校

#### 下京区
- 京都市立洛友中学校
  - 京都市立洛友中学校夜間学級
- 京都市立七条中学校
- 京都市立下京中学校

#### 南区
- 京都市立八条中学校
- 京都市立九条中学校
- 京都市立洛南中学校
- 京都市立凌風小中学校
- 京都市立久世中学校

#### 左京区

##### 府立
- 京都府立洛北高等学校附属中学校

##### 市立
- 京都市立岡崎中学校
- 京都市立高野中学校
- 京都市立下鴨中学校
- 京都市立近衛中学校
- 京都市立修学院中学校
- 京都市立洛北中学校
- 京都市立大原小中学校
- 京都市立花背小中学校

#### 東山区
- 京都市立開睛小中学校
- 京都市立東山泉小中学校

#### 山科区
- 京都市立山科中学校
- 京都市立勧修中学校
- 京都市立大宅中学校
- 京都市立安祥寺中学校
- 京都市立音羽中学校
- 京都市立花山中学校

#### 右京区
- 京都市立蜂ヶ岡中学校
- 京都市立太秦中学校
- 京都市立嵯峨中学校
- 京都市立四条中学校
- 京都市立西京極中学校
- 京都市立梅津中学校
- 京都市立西院中学校
- 京都市立宕陰小中学校
- 京都市立双ヶ丘中学校
- 京都市立京都京北小中学校

#### 西京区
- 京都市立桂中学校
- 京都市立松尾中学校
- 京都市立桂川中学校
- 京都市立樫原中学校
- 京都市立大枝中学校
- 京都市立洛西中学校
- 京都市立西陵中学校
- 京都市立大原野中学校

#### 伏見区
- 京都市立深草中学校
- 京都市立藤森中学校
- 京都市立桃山中学校
- 京都市立伏見中学校
- 京都市立神川中学校
- 京都市立醍醐中学校
- 京都市立春日丘中学校
- 京都市立栗陵中学校
- 京都市立桃陵中学校
- 京都市立向島秀蓮小中学校
- 京都市立向島東中学校
- 京都市立洛水中学校
- 京都市立大淀中学校
- 京都市立栄桜小中学校

### 福知山市

#### 府立
- 京都府立福知山高等学校附属中学校

#### 市立
- 福知山市立桃映中学校
- 福知山市立南陵中学校
- 福知山市立成和中学校
- 福知山市立六人部中学校
- 福知山市立川口中学校
- 福知山市立日新中学校
- 福知山市立三和中学校
- 福知山市立夜久野中学校
- 福知山市立大江中学校

### 舞鶴市
- 舞鶴市立青葉中学校
- 舞鶴市立白糸中学校
- 舞鶴市立和田中学校
- 舞鶴市立城南中学校
- 舞鶴市立城北中学校
- 舞鶴市立若浦中学校
- 舞鶴市立加佐中学校

### 綾部市
- 綾部市立綾部中学校
- 綾部市立何北中学校
- 綾部市立八田中学校
- 綾部市立東綾中学校
- 綾部市立上林中学校
- 綾部市立豊里中学校

### 宇治市
- 宇治市立東宇治中学校
- 宇治市立宇治中学校
- 宇治市立北宇治中学校
- 宇治市立西宇治中学校
- 宇治市立南宇治中学校
- 宇治市立木幡中学校
- 宇治市立西小倉中学校
- 宇治市立槇島中学校
- 宇治市立広野中学校
- 宇治市立黄檗中学校

### 宮津市

#### 組合立
- 与謝野町宮津市中学校組合立橋立中学校

#### 市立
- 宮津市立宮津中学校
- 宮津市立栗田中学校

### 亀岡市
- 亀岡市立亀岡中学校
- 亀岡市立南桑中学校
- 亀岡市立亀岡川東学園
- 亀岡市立東輝中学校
- 亀岡市立大成中学校
- 亀岡市立詳徳中学校
- 亀岡市立育親学園

### 城陽市
- 城陽市立城陽中学校
- 城陽市立西城陽中学校
- 城陽市立南城陽中学校
- 城陽市立東城陽中学校
- 城陽市立北城陽中学校

### 向日市
- 向日市立勝山中学校
- 向日市立西ノ岡中学校
- 向日市立寺戸中学校

### 長岡京市
- 長岡京市立長岡中学校
- 長岡京市立長岡第二中学校
- 長岡京市立長岡第三中学校
- 長岡京市立長岡第四中学校

### 八幡市
- 八幡市立男山中学校
- 八幡市立男山第二中学校
- 八幡市立男山第三中学校
- 八幡市立男山東中学校

### 京田辺市
- 京田辺市立田辺中学校
- 京田辺市立大住中学校
- 京田辺市立培良中学校

### 京丹後市
- 京丹後市立峰山中学校
- 京丹後市立大宮中学校
- 京丹後市立網野中学校
- 京丹後市立丹後中学校
- 京丹後市立弥栄中学校
- 京丹後市立久美浜中学校

### 南丹市

#### 府立
- 京都府立園部高等学校附属中学校

#### 市立
- 南丹市立美山中学校
- 南丹市立園部中学校
- 南丹市立八木中学校
- 南丹市立殿田中学校

### 木津川市

#### 府立
- 京都府立南陽高等学校附属中学校

#### 市立
- 木津川市立木津中学校
- 木津川市立木津第二中学校
- 木津川市立山城中学校
- 木津川市立泉川中学校
- 木津川市立木津南中学校

### 乙訓郡
- 大山崎町立大山崎中学校

### 久世郡
- 久御山町立久御山中学校

### 綴喜郡
- 井手町立泉ヶ丘中学校
- 宇治田原町立維孝館中学校

### 相楽郡

#### 組合立
- 相楽東部広域連合立笠置中学校
- 相楽東部広域連合立和束中学校

#### 町立
- 精華町立精華中学校
- 精華町立精華南中学校
- 精華町立精華西中学校

### 船井郡
- 京丹波町立蒲生野中学校
- 京丹波町立瑞穂中学校
- 京丹波町立和知中学校

### 与謝郡

#### 組合立
- 与謝野町宮津市中学校組合立橋立中学校

#### 町立
- 与謝野町立加悦中学校
- 与謝野町立江陽中学校
- 伊根町立伊根中学校

## 私立中学校

### 京都市

#### 北区
- 洛星中学校

#### 上京区
- 同志社女子中学校
- 平安女学院中学校

#### 下京区
- 龍谷大学付属平安中学校
- 京都産業大学附属中学校

#### 南区
- 洛南高等学校附属中学校

#### 左京区
- 同志社中学校
- 東山中学校
- 京都精華学園中学校
- 京都文教中学校
- ノートルダム女学院中学校

#### 東山区
- 大谷中学校
- 京都女子中学校
- 京都国際中学校

#### 山科区
- 一燈園中学校

#### 右京区
- 京都先端科学大学附属中学校
- 京都光華中学校
- 花園中学校

#### 伏見区
- 京都聖母学院中学校
- 京都橘中学校

### 福知山市
- 京都共栄学園中学校

### 宇治市
- 立命館宇治中学校

### 長岡京市
- 立命館中学校

### 京田辺市
- 同志社国際中学校